# Lysinema ciliatum
Lysinema ciliatum är en ljungväxtart som beskrevs av Robert Brown. Lysinema ciliatum ingår i släktet Lysinema och familjen ljungväxter. Inga underarter finns listade i Catalogue of Life.